# Ярова Софія Григорівна
Софія Григорівна Ярова (до шлюбу Бойко) (18 вересня 1925 — 29 вересня 2020) — член комісії з увічнення пам'яті жертв Бабиного Яру та голова Асоціації праведників народів світу і Бабиного Яру міста Києва. Під час Німецько-радянської війни врятувала трьох євреїв від страти. Праведниця народів світу.

## Біографія
В день її 16-річчя Київ окупували німецькі війська. Софії довелося копати протитанкові рови на вулиці Горького (сучасна вулиця Антоновича), окопи в районі села Віта-Поштова, а коли фронт вже проходив по Голосіївському лісі, вивозити на підводах поранених і надавати їм допомогу. 3 вересня 1941 з Києва йшов один з останніх ешелонів з евакуйованими, в якому мала їхати і сім'я Бойко, проте місця для них там не виявилося.
Проводжали сусіди своїх друзів-євреїв 29 вересня 1941, коли за наказом німецького командування їх збирали в районі Бабиного Яру. Пропонували їм допомогти сховатися, але євреї повірили брехні про їх відправку в безпечне місце. Софія Бойко зі своєю подругою Галиною Вайнтроп під керівництвом своєї мами Єфросинії Трохимівни Бойко брали участь у порятунку людей. Незадовго до визволення Києва, 25 жовтня 1943 року, вранці Софію разом з мамою і братом, за відмову покинути місто, заарештували. Три есесівця вели їх на розстріл у Бабин Яр, але були врятовані солдатами вермахту, що були в стані алкогольного сп'яніння в обмін на горілку[виправити стиль]. Тієї ж ночі вдалося вирватися з Києва в село Рославичі, де 7 листопада були звільнені з окупації Червоною армією.
Наступного дня повернулася до Києва і прийшла в військкомат і попросилася добровільно на фронт, але їй сказали, що потрібно відновлювати зв'язок, і направили телефоністкою на київську станцію міжміського зв'язку. А через тиждень 10 дівчат зі станції послали прокладати кабель для фронту, рили траншеї, і щодня ходили розчищати Хрещатик. Отримали подяки від М. С. Хрущова та Г. К. Жукова. Дотепер Софія Ярова зберігає наказ по телефонної станції про нагородження її подвійним окладом за виконану роботу, зберегла і вручений їй 6 січня 1944 комсомольський квиток.
Потім навчалася в кіноінженерному інституті, звідки перевелася в Учительський інститут. Вчилася на відмінно, була сталінською стипендіаткою. Завершила навчання в 1947 році, пішла в школу вчителькою української мови і літератури. Закінчила заочно ще два виші. У 1967 році очолила нову 189 школу, яка через чотири роки увійшла в десятку шкіл СРСР з організації спортивно-масової роботи.